# Vulkan-Langschwanz-Spitzmaus

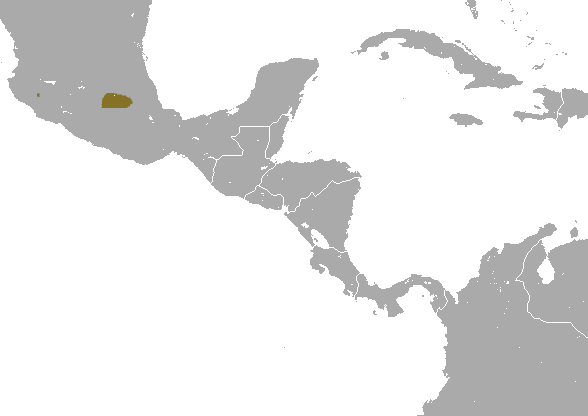
Verbreitungsgebiet der Vulkan-Langschwanz-Spitzmaus, westliche Population undeutlich

Die Vulkan-Langschwanz-Spitzmaus (Sorex oreopolus) ist ein im zentralen Mexiko mit zwei disjunkten Populationen verbreitetes Säugetier in der Gattung der Rotzahnspitzmäuse. Ein zeitweilig zugerechnete Population mit morphologisch ähnlichen Exemplaren, wird als Orizaba-Langschwanz-Spitzmaus (Sorex orizabae) gelistet.

## Merkmale
Diese mittelgroße Rotzahnspitzmaus wird ohne Schwanz 53 bis 66 mm lang, die Schwanzlänge beträgt 35 bis 46 mm und das Gewicht liegt bei 5 g. Es sind 12,5 bis 14 mm lange Hinterfüße und 5 bis 7 mm lange Ohren vorhanden. Das Fell ist in eine dunkelbraune Farbe oberseits und eine heller graubraune Tönung unterseits aufgeteilt. Auch am Schwanz ist die Unterseite etwas heller. Wie bei den vielen Gattungsvertretern sind die Zähne dunkelrot. Die an den Eckzahn anschließenden Zähne im Oberkiefer bilden eine Reihe von fünf einspitzigen Zähnen. Dabei ist der dritte von der Mitte gerechnet etwas kleiner als die Umliegenden und der Fünfte ist sehr klein.

## Verbreitung und Lebensweise
Die Art hat Populationen in den mexikanischen Bundesstaaten Distrito Federal, Morelos, México, Puebla, Jalisco, Colima und Tlaxcala. Dabei ist die Population am Vulkan Colima isoliert. Die Spitzmaus lebt im Hochland und in Gebirgen bis 2500 Meter Höhe. Alle Populationen zusammen verbreiten sich über eine etwa 34.500 km² große Fläche. Als Habitat dienen Wälder mit Eichen und Kiefern sowie Grasländer mit Tussocks.
Außer der Nahrung aus Insekten ist zum Verhalten der Vulkan-Langschwanz-Spitzmaus nichts bekannt.

## Gefährdung
In nicht geschützten Gebieten können sich Waldrodungen negativ auswirken. Die IUCN nimmt eine stabile Gesamtpopulation an und listet die Art als nicht gefährdet (least concern).